# BANG! (Cinema Bizarre)
BANG! è un album del gruppo musicale tedesco Cinema Bizarre, uscito solo negli Stati Uniti nel 2009, che racchiude alcuni dei brani presenti in Final Attraction e ToyZ, due remix di Lovesongs (They Kill Me), più un brano inedito, Wasted.
È l'album di debutto in America, prodotto dalla Cherrytree Records. È anche l'ultimo album dei Cinema Bizarre, perché nel gennaio 2010 il gruppo ha comunicato su MySpace il proprio scioglimento.

## Tracce
1. Wasted
2. Lovesongs (They Kill Me) (Twiggy Ramirez Remix)
3. I Came 2 Party (feat. Space Cowboy)
4. Forever or Never
5. Blasphemy
6. I Don't Wanna Know (If You Got Laid)
7. In Your Cage
8. Escape to the Stars
9. Bang a Gong (Get It On)
10. Deeper and Deeper
11. Erase and Replace
12. Touching and Kissing
13. My Obsession
14. Lovesongs (They Kill Me) (Dave Audé Remix)